# Юлмуст
Юлмуст (на шведски: julmust) е шведска безалкохолна напитка, консумирана основно около коледните празници. Името произлиза от шведските думи за Коледа (jul) и шира (гроздов сок) (must). Извън периода на месец декември е изключително трудно да се открие в магазините. Съществуват версии на питието, като påskmust (от шведската дума за Великден - påsk) - сравнително популярна по време на Великденските празници, sommarmust (около шведския празник - Мидсомар) и обикновен must (последното несвързано с какъвто и да било повод). Съдържанието на всички варианти е еднотипно, въпреки че времето на отлежаване преди бутилиране може да варира. Юлмуст е изключително популярна напитка в Швеция именно по коледните празници, епизодично около великденските и с почти никаква консумация през лятото. През декември се изконсумирват около 45 милиона литра (при приблизително 9 милиона население), което е около 50% от тоталната консумация на безалкохолни напитки и около 3/4 от годишната консумацията на всички варианти на юлмуст .
Оригиналния муст е създаден за пръв път от Хари Робертс и неговия баща Роберт Робертс през 1910 г. като безалкохолна версия на бирата. Сиропът все още се произвежда основно от Roberts AB в Йоребру. Счита се, че оригиналната рецепта е заключена в сейф и само един-единствен човек знае пълния състав.
Юлмуст се приготвя от газирана вода, захар, хмелов екстракт, малцов екстракт, подправки, оцветители (Е150), лимонена киселина и консерванти. Малцът и хмелът придават вкус на бира, но напитката не се подлага на ферментация и не съдържа алкохол. Юлмуст отлежава, дори и когато е бутилиран, затова и някои хора купуват муст през декември с единствената идея да отлежи година преди да бъде консумиран.
В Швеция, Юлмуст надминава по продажби кока кола по време на коледните празници  и фактите сочат, че консумацията на кола намалява с 50%  и дори принуждава американската компания да започне анонимно производство на юлмуст под името Bjäre julmust, като закупува сироп от Roberts AB .